# Bulbe anti-torpilles

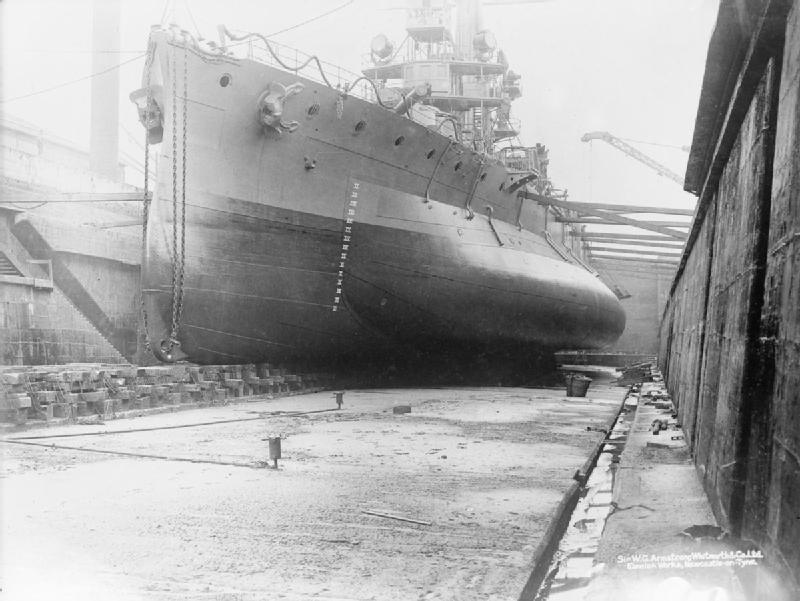
Le Glatton en cale sèche, vers 1914–1918.
Notez la largeur du bulbe anti-torpilles.

Le bulbe anti-torpille est une forme de défense passive contre les torpilles navales qui est apparu dans la construction des navires de guerre dans la période entre la Première et la Seconde Guerre mondiale.

## Théorie et aspect
Le bulbe anti-torpilles est un compartiment étanche latéral au niveau de la ligne de flottaison qui est isolé de la partie interne du navire. Il est constitué d'une partie remplie d'air et d'une autre remplie d'eau. En théorie, un impact de torpille va rompre et inonder le compartiment extérieur du bulbe qui est rempli d'air. La partie intérieure remplie d'eau permettra de dissiper le choc et d'absorber les fragments projetés par l'explosion, laissant la coque principale du navire intacte. Des cloisons transversales limitent l'inondation à la totalité de la structure.

Coupe schématique d'un navire avec un bulbe anti-torpilles.

Cet équipement a été élaboré par le directeur de la construction navale (Director of Naval Construction (en)) britannique Eustace Tennyson d'Eyncourt, qui en équipe quatre anciens croiseurs protégés de la classe Edgar en 1914. Ces navires sont utilisés pour des tâches de bombardement côtier (en) et sont donc exposés aux sous-marins côtiers et aux attaques par torpille des navires. Le Grafton (en) est torpillé en 1917 et à part quelques trous d'éclats mineurs, le dommage est  limité au bulbe et le navire rentre au port en toute sécurité. L'Edgar (en) est touché en 1918, les dommages à sa coque déjà âgée se limitent à quelques bosses.
La Royal Navy équipe toutes les nouvelles constructions à partir de 1914, en commençant par les cuirassés de la classe Revenge. Les vieux navires sont également pourvus de bulbes lors de leur mise au radoub. Les monitors sont équipés d'énormes bulbes, c'est providentiel au Terror qui survit à trois torpilles frappant sa coque à l'avant et pour son frère Erebus qui survit à une frappe directe par un bateau à moteur explosif télécommandé qui arrache quinze mètres de son bulbe.
La marine américaine construit également des navires avec des bulbes anti-torpilles, comme le Pennsylvania, mis en service en 1916.
Les versions ultérieures de bulbes comprennent diverses combinaisons de compartiments remplis d'air et d'eau et leur garnissage par du bois et des tubes scellés. Comme le bulbe augmente le maître-bau du navire, cela réduit sa vitesse maximale qui est fonction du rapport entre sa longueur et sa largeur. Par conséquent, diverses combinaisons de bulbes étroits et internes sont apparues tout au long des années 1920 et 1930. Les bulbes disparaissent des constructions des années 1930 et sont remplacés par des compartiments internes ayant une fonction similaire.
Les bulbes anti-torpilles sont encore ajoutés lors de la modernisation de navires plus anciens, tels que le Renown britannique (ajout en 1916 lors de la construction), l'Arizona américain (ajout en 1929 lors de sa modernisation), et le Yamashiro japonais (ajout en 1930).

## Obsolescence
Pour plus d'effet et pour contrer les bulbes, les torpilles de la Seconde Guerre mondiale sont conçues pour naviguer en profondeur sous la coque de la cible et exploser à proximité, plutôt que de rentrer dans le flanc du navire directement.